# Andrés Vombergar
Andrés Vombergar (Villa Luzuriaga, 1994. november 20. –) argentin születésű szlovén labdarúgó, jelenleg a San Lorenzo játékosa.

## Pályafutása

### Klubcsapatokban
Andrés Vombergar 1994. november 20-án született Argentínában. 2014 és 2017 között alacsonyabb osztályú argentin csapatokban futballozott, majd 2017-ben leigazolta őt a szlovén élvonalbeli Olimpija Ljubljana, mellyel már az első idényében szlovén bajnok, illetve szlovén kupagyőztes lett. 2019 februárjában három és fél évre szóló szerződést írt alá az orosz Ufa csapatával.
2020 szeptember 14-én az Ufa bejelentette, hogy Vombergar visszatért az Olimpijához. 2021 júliusában a mexikói San Luis csapatához csatlakozott, állítólag 300 000 eurós átigazolási díjért.
2022 júliusában csatlakozott a San Lorenzo csapatához, 2023. december 31-ig szóló szerződéssel.

### A válogatottban
Szlovén-argentin származásúként mind Argentína, mind Szlovénia válogatottjában játszhatott volna, de az utóbbit választotta. A szlovén felnőtt válogatottban 2022. november 17-én debütált egy barátságos mérkőzésen Románia ellen, amely 2–1-es győzelemmel zárult.

## Magánélete
Vombergar Argentínában született szlovén szülők gyermekeként, spanyolul és szlovénul is anyanyelven beszél.

## Statisztika

### A válogatottban
| Szlovénia | Szlovénia | Szlovénia |
| Év        | Mérk.     | Gólok     |
| --------- | --------- | --------- |
| 2022      | 1         | 0         |
| 2023      | 1         | 0         |
| 2024      | 1         | 0         |
| Összesen  | 3         | 0         |

#### Mérkőzései a szlovén válogatottban
| #  | Dátum              | Ellenfél   | Eredmény | Kiírás              | Esemény     |
| -- | ------------------ | ---------- | -------- | ------------------- | ----------- |
| 1. | 2022. november 17. | Románia    | 2 – 1    | Barátságos mérkőzés | a szünetben |
| 2. | 2023. március 26.  | San Marino | 2 – 0    | Eb-selejtező        | 58'         |
| 3. | 2024. január 20.   | USA        | 1 – 0    | Barátságos mérkőzés | 65'         |

## Sikerei, díjai

### Klubsikerek
- Olimpija Ljubljana
  - Szlovén bajnok (1): 2017–18
  - Szlovén kupagyőztes (1): 2017–18, 2020–21

## Fordítás
- Ez a szócikk részben vagy egészben  az   Andrés Vombergar című angol Wikipédia-szócikk ezen változatának fordításán alapul.  Az eredeti cikk szerkesztőit annak laptörténete sorolja fel. Ez a jelzés csupán a megfogalmazás eredetét és a szerzői jogokat jelzi, nem szolgál a cikkben szereplő információk forrásmegjelöléseként.